# Isabel Capeloa Gil
Isabel Maria de Oliveira Capeloa Gil (Mira, Mira, 22 de Julho de 1965) é uma académica portuguesa. É a 6.ª Reitora da Universidade Católica Portuguesa, nomeada pela Congregação para a Educação Católica a 26 de setembro de 2016, por proposta do Magno Chanceler da instituição, D. Manuel Clemente, 17.º Patriarca de Lisboa. Tomou posse a 28 de Outubro de 2016. A 23 de Outubro de 2020, Isabel Capeloa Gil foi reconduzida no cargo de Reitora da Universidade Católica Portuguesa para o quadriénio 2020-2024.. A 15 de novembro de 2024, iniciou um terceiro mandato como Reitora, para o quadriénio 2024–2028, por decisão do Magno Chanceler da Universidade Católica Portuguesa, D. Rui Valério.

## Biografia
Professora Catedrática de Estudos de Cultura da Faculdade de Ciências Humanas da Universidade Católica Portuguesa de Lisboa, licenciou-se em Línguas e Literaturas Modernas na Faculdade de Letras da Universidade de Lisboa e é Mestre em Estudos Alemães pelas mesmas instituições. Estudou na Ludwig Maximilian Universität, em Munique, Baviera, e na Universidade de Chicago, em Chicago, Illinois, doutorando-se em Estudos Alemães na Faculdade de Ciências Humanas da Universidade Católica Portuguesa de Lisboa, da qual foi Diretora entre 2005 e 2012, tendo contribuído para o desenvolvimento de uma estratégia de especialização inteligente para a unidade, sobretudo nas áreas de Comunicação e Cultura, e pelo alargamento da relação com o mundo empresarial nestes setores.
Com mais de 150 trabalhos publicados, o seu trabalho de investigação tem contribuído para a definição do campo dos Estudos de Cultura. Na gestão universitária, tem-se destacado no desenvolvimento da estratégia de internacionalização e investigação da Universidade, da qual foi Vice-Reitora entre 2012 e 2016 e responsável pelos pelouros de Investigação e Internacionalização.
Criou e coordenou entre 2014 e 2015 a rede de colaboração entre a Universidade e o sector cultural, onde se incluiu o Mestrado em Estudos de Cultura da Faculdade de Ciências Humanas da Universidade Católica Portuguesa, considerado como o terceiro melhor Mestrado de Gestão das Artes a nível mundial.
Pertence e tem ocupado cargos de gestão em diversas associações científicas nacionais e internacionais, das quais se destacam a ICLA (International Comparative Literature Association) e a ICA (International Communication Association). Foi Professora Convidada em diversas Universidades, entre as quais se contam a Universidade de Munique, a Universidade Ca’Foscari de Veneza, a Houston School of Film da National University of Ireland, a Pontifícia Universidade Católica do Rio de Janeiro e a Universidade de São José (Macau), em Macau. Foi Investigadora Visitante do Wissenschaftskolleg, em Berlim, e do Freeman Spogli Institute for International Studies da Universidade de Stanford.Desde 2010 tem o título de Honorary Fellow da School of Advanced Studies da Universidade de Londres. Coordenou o Research Leadership Forum da Global Federation of Competitiveness Councils(GFCC).
É ainda membro do European Council of Foreign Relations, do Conselho de Administração da Fundação Calouste Gulbenkian e Presidente do Conselho de Administração da Fundação UCP. A Reitora da UCP é ainda Presidente da Federação Internacional das Universidades Católicas, membro da Direção da European Women Rectors Association (EWORA), do Board of Trustees da Europaeum, do Conselho Consultivo do Board da Edmond de Rothschild e do Conselho de Administração da AmCham (Portugal). Desde 2017 integra o European Council on Foreign Relations. 
Os grandes projetos que marcaram o primeiro mandato como Reitora da Universidade Católica Portuguesa, entre 2016 e 2020, foram: o desenvolvimento do projeto de interesse estratégico nacional entre a Universidade Católica Portuguesa, a empresa americana de biotecnologia Amyris, Inc. e o Estado Português, no valor de 42 milhões de euros; a acreditação do primeiro curso de Mestrado Integrado em Medicina, numa Universidade não-estatal; e o desenvolvimento das novas infraestruturas da sede da Universidade Católica Portuguesa - Campus Veritati.
Isabel Capeloa Gil foi fundadora, em 2017, da Strategic Alliance of Catholic Research Universities (SACRU), uma aliança entre a Universidade Católica Portuguesa e sete Universidades Católicas (U. Ramon Llul, U. Sacro Cuore, Australian Catholic University, Boston College, PUC- Rio de Janeiro, PUC- Chile, Sophia University).
Foi eleita, em 2018, a primeira mulher Presidente da Federação Internacional de Universidades Católicas, tendo sido responsável pelo plano estratégico "A Global Voice for a Common Future" e fundadora da task force da liderança feminina das Universidades Católicas.
Isabel Capeloa Gil é membro do Conselho de Curadores da Global Federation of Competitiveness Councils (GFCC) (2021).
É consultora do Dicastério para a Educação e Cultura da Santa Sé desde 2022.
Em julho de 2022, passou a integrar o Conselho Consultivo do Conselho da Diáspora Portuguesa.
Em agosto de 2022, Isabel Capeloa Gil foi reeleita Presidente da Federação Internacional das Universidades Católicas. 
Em setembro de 2022, passou a integrar o Board of Trustees do Europaeum.
A 28 de julho de 2025, foi eleita Presidente da Strategic Alliance of Catholic Research Universities (SACRU).

## Prémios e reconhecimentos
- (2025) Distinguida pelo Papa Leão XIV com o título de Dama da Ordem de São Silvestre Papa[18]

- (2025) Distinguida com o Prémio As Mulheres Mais Influentes de Portugal, 2024[19]
- (2025) Nomeada Membro do Conselho Geral da Universidade de Saarland (primeira mulher não alemã)[20]
- (2024) Distinguida na Cimeira Mundial de mulheres líderes em Reiquiavique[21]
- (2024) Distinguida como personalidade do ano na Gala dos AmCham Tributes[22]
- (2023) Doutora Honoris Causa pela Australian Catholic University[23]
- (2023) Nomeada consultora do Dicastério para a Cultura e Educação[24]
- (2021) Doutora Honoris Causa pelo Institut Catholique de Paris[25]
- (2020) Nomeada membro ordinário da Academia Europaea[26]
- (2020) Galardoada com o Master de Oro do Real Forum de Alta Dirección[27]
- (2019) Doutora Honoris Causa por Boston College e Commencement Speaker[28]
- (2019) Prémio Carreira Alumni pela Faculdade de Letras da Universidade de Lisboa[29]
- (2019) Women in Science Portugal
- (2013) Prémio ILVP, International Leadership Program, U.S. State Department
- (2012) Freeman Spogli Lecturer no Center for International Relations, Freeman Spogli Centre, Universidade de Stanford
- (Desde 2010) Honorary Fellow da School of Advanced Studies da Universidade de Londres
- (2007) Fellow do Wissenschaftskolleg, em Berlim
- (2001) Fulbright scholar na Western Michigan University[30]

## Publicações (seleção)
A sua investigação está publicada em português, inglês, alemão, francês e espanhol e incide sobre Teoria Cultural, Cultura Visual, Literaturas Comparadas e Culturas Comparadas.
Livros
- (2007). Mitografias. Figurações de Antígona, Cassandra e Medeia no Drama de Expressão Alemã do Século XX, Lisboa: Imprensa Nacional – Casa da Moeda.
- (2011). Literacia Visual. Estudos sobre a Inquietude das Imagens, Lisboa.
- (2016). Humanidade(s), Considerações Radicalmente Contemporâneas, Coleção Argumento, Lisboa.

Livros editados
- (2001). (com Teresa Seruya, Mónica Dias), Contradições Electivas. Actas do Colóquio Comemorativo dos 250 Anos do Nascimento de J.W.Goethe, Lisboa.
- (2003). (com Richard Trewinnard, Mª Laura Pires),  Landscapes of Memory. Envisaging the Past/Remembering the Future , Lisboa.
- (2007). Poéticas da Navegação, Lisboa.
- (2008).  Fleeting, Floating, Flowing. Water Writing and Modernity, Würzburg.
- (2009).   Identidade Europeia. Identidades na Europa, Lisboa.
- (2010). (com Peter Hanenberg, Fernando Clara, Filomena Guarda),  Kulturbau. Aufräumen, Einräumen, Ausräumen, Zurich.
- (2010). (com Peter Hanenberg, Fernando Clara, Filomena Guarda),  Rahmenwechsel Kulturwissenschaften, Würzburg
- (2010). (com Manuel Cândido Pimentel), Simone de Beauvoir. Olhares Sobre a Mulher e o Feminino, Lisboa.
- (2012). (com Adriana Martins),  Plots of War. Modern Narratives of Conflict,  Series Culture and Conflict, Berlim, New York.
- (2013). (com Peter Hanenberg),  Der literarische Europa-Diskurs, Würzburg.
- (2015). (com Helena Gonçalves Silva),  The Cultural Life of Money, Series Culture and Conflict, Berlin, New York.
- (2015). (com Christoph Wulf),  Hazardous Future: Disaster, Representation and the Assessment of Risk, New York.
- (2018). (com Paulo C. Pinto), The Ballets Russes: Modern Times after Dhiaghilev, Lisboa: Documenta.

Artigos científicos
- (1994).Caos e Metamorfose: Uma Leitura da Dança na Obra de Hugo von Hofmannsthal", Runa nº20, 2/93, pp.151-160.[32]
- (1995). "Antigonae - Antigone. Uma leitura de Hölderlin e Claus Bremer", Runa, nº22,2/1994, pp.99-114.[33]
- (2000). "Tot sein und atmen... O complexo de Antígona no romance Malina de Ingeborg Bachmann", Runa, nº23-24, 1995, pp.309-325.[34]
- (2000). „Poiesis, Tanz und Repräsen-Tanz. Zu Hugo von Hofmannsthals Ariadne auf Naxos", Colloquia Germanica, Bd. 33, 2/2000, pp.149-162.
- (2000). "Antigone and Cassandra: Gender and Nationalism in German Literature", Orbis Litterarum. International Review of Literary Studies, Vol.55, 2/2000,pp.118-134.[35]
- (2003). „Komm mit, o Schöne, Komm mit mir zum Tanze’ Die Geschlechtspolitik und die Ort des Tanzes in Texten J.W.Goethes", Runa, 28/1999-2000, pp.131-148.
- (2006). „Schweig und tanze!” Textos no Limite da (Re)Presentação. A Palavra e o Gesto no Drama de Franz Werfel, Eberhard Pannwitz e Hugo von Hofmannsthal", Dedalus, nº 9, 2004, pp.91-117.
- (2009).  "O que significa Estudos de Cultura? Um diagnóstico cosmopolita sobre o caso da Cultura Alemã", Revista de Comunicação e Cultura, nº6, 2009, pp. 137-166.[36]
- (2010). "The Visuality of Catastrophe in Ernst Jünger’s Der gefährliche Augenblick and Die veränderte Welt", Kulturpoetik, 10,1, 2010, pp.62-84.
- (2011). (com João Ferreira Duarte), Fluid Cartographies – New Modernities Special Monographic Issue, Journal of Romance Studies,  Vol.11, Issue 1, Spring 2011.
- (2011). "Savages and Neurotics. Freud at the Colonial School", Journal of Romance Studies, Vol.11.3, 2011, pp. 27-42.[37]
- (2011). "A Question of Scale? Lázló László Almásy's Desert Mapping and Its Postcolonial Rewriting" Journal of Romance Studies, Vol.11.1.[38]
- (2011). "Fuss-Karrieren: Der Schuh von Baudelaire bis Warhol", Paragrana. Zeitschrift für historische Anthropologie 21.2, 2011, pp. 1-23.
- (2013). "Fragile Matters. Literature and the Scene of Torture" in New German Critique, 127, Feb. 2016, pp. 119-140.[39]
- (2020). “The risky NPV of Literature in dos Passos and Pessoa”, REAL – Yearbook of English and American Literature.

Capítulos de Livros
- (2002). "Bodies Beyond the Fall. The Allure of Dolls from Rilke to Salman Rushdie", in Ana Gabriela Macedo, Orlando Grossegesse (eds.), Re-Presentações do Corpo Re-Presenting the Body, Braga: Universidade do Minho, Centro de Estudos Humanísticos, pp. 47-66
- (2005). "Nemesi's City. Urban Casualties and the Modernist Novel", in Manfred Schmeling, Monika Schmitz-Emans (eds.), Modernist Landscapes, Würzburg: Königshausen & Neumann, pp. 215-232.
- (2006). "Jede Frau ist eine Tänzerin… The Gender of Dance in Weimar Culture" in Christiane Schönfeld, Carmel Finnan (eds.), Practicing Modernity. Female Creativity and Weimar Germany, Würzburg: Königshausen & Neumann, pp.218-241.
- (2007). "Die Schwere. Ein Versuch über Macht und Tanz" in Christoph Wulf, Gabriele Brandstetter (eds.), Tanz als Anthropologie, Munique: Wilhelm Fink Verlag, pp. 64-84.
- (2008). "Sentimental Physics: Gottfried Benn, Heisenberg, & Co." in Monika Schmitz-Emans, Manfred Schmeling (eds.), Literature and Science, Würzburg: Königshausen & Neumann, pp. 177-192.
- (2008). "Stemming the Tide… Carl Schmitt and Ernst Jünger’s Reactionary Modernism" in António Sousa Ribeiro, Maria Irene Ramalho (eds.), Translocal Modernisms, Zurich: Peter Lang, pp. 185-212.
- (2009). "Le voyeur dans la nuit. L’esthétique nocturne d’Egar Allan Poe" in Alain Montandon (ed.), Promenades Nocturnes, Paris : L’Harmattan, pp. 61-84.
- (2011). "Monks, Managers and Celebrities. Refiguring the European University" in Barbie Zelizer (ed.), Making the University Matter, Londres: Routledge, pp. 73-83.
- (2012). "The Visual Literacy of Disaster in Ernst Jünger’s Photo Books" in Carsten Meiner, Kristin Veel (eds),  The Cultural Life of Catastrophes and Crises, Berlin, New York: de Gruyter,  pp. 147-176.
- (2012). "This is (Not) It! Rate, Rattle and Roll in the Struggle for Financial Narratives" in Ansgar Nünning, Kai Sicks (eds.), Turning Points. Concepts and Narratives of Change in Literature and Other Media, Berlin: de Gruyter, pp. 191-212.
- (2013). "The Risk Doctrine. On Money, Uncertainty and Literature" in Monika Schmitz-Emans, (ed), Literatur als Wagnis/Literature as Risk. DFG Symposium 2011, Berlin: de Gruyter, pp. 239-263.
- (2014). "Visual recall in the present. Critical nostalgia and the memory of empire in Portuguese culture" in Naomi Segal, Daniela Koleva (eds.), Cultural Literacy in Europe, London: Palgrave, 2014, pp. 25-52.
- (2015). "Smuggling Lust. On the Cultural Re-Turn of Luxury" in Anders Michelsen, Frederik Tygstrup (eds.): Socioaesthetics:Ambiance - Imaginary, Amsterdam: Brill Publishers, pp. 202-220.
- (2015).  “(In)Visible Theory. Paul Auster and the Artist as Cultural Critic”, in Christiane Sollte-Gressner, Manfred Schmeling (eds.): Raconter la théorie/Narrating Theory, Würzburg: Königshausen & Neumann, pp. 111-124.
- (2016). "Seeing Voice. On the Cinematic Politics of Representation" in Alexandra Lopes, Adriana Martins (eds.), Mediations of Disruption in Postconflict Cinema, London: Palgrave, pp. 154-168.
- (2017). “Cellulloid Consensus. A Comparative Approach to Film in Portugal During WWII” in Laura Lonsdale (ed): Oxford Companion to Iberian Culture, Oxford: Oxford University Press.
- (2018). “Lex Fugit. On Acts of Legibility”, Pepita Hesselberth, Esther Peeren orgs: Legibility in the Age of Signs and Machines, Brill Publishers, Leiden, pp. 97-112.
- (2018). “The compulsion to be cruel: Contemporary returns”, in Joan Resina, Christoph Wulf (eds): Repetition, Recurrence, Returns, Lexington Books: San Francisco, pp.125-136.
- (2020). “The Global Eye or Foucault Rewired. Security, control and scholarship in the 21st century”, Doris Bachmann-Medick, Jens Kugele, Ansgar Nuenning (eds.) Futures of the Study of Culture, de Gruyter, Berlin.